# パレスチナイロワケガエル
パレスチナイロワケガエル（Latonia nigriventer）は、イスラエルとシリアの国境地帯にあったフーラ湖に生息するカエルの1種。イスラエルイロワケガエル、ハラグロミミナシガエルという別名がある。

## 概要
ユダヤ民族基金によって実施された、ヤルコン川の水をネゲブに導く灌漑事業によりフーラ湖が干上がったため、同じフーラ湖に生息していた Acanthobrama hulensis（コイ科）や Tristramella intermedia （シクリッド科）とともに、1955年以降絶滅したと考えられていた。しかし2011年、絶滅両生類10種を世界規模で探索するプロジェクトによって再発見された。国際自然保護連合（IUCN）のレッドリスト2012年版では、絶滅危惧IA類（絶滅寸前）に分類された。2011年以降、現在までに14匹の生個体が確認され、推定生息数は100から200匹ほどと推測されている。

## 生態
体長は8cm程度。体色は黄土色で、背中にはまだら模様（さび色の斑）があり、腹は白い斑点をもつ黒色をしている。夜行性。パレスチナイロワケガエルの生態については、絶滅したとされた時期がイスラエル建国直後の混乱期で、オタマジャクシを含めても5匹程度しか捕獲されておらず、不明な点が多かった。
それまでイロワケガエル属（Discoglossus）に分類されていたが、再発見された個体について遺伝的解析と形態的解析が行われ、更新世以降に絶滅したと考えられていたラトニア属（Latonia）に分類しなおされた。同属現生は本種のみで、同属種の化石についてはイスラエルで200万年前のものが発見されている。数百万年以上同じ形態を保っているものとされ、「生きた化石」と考えられている。